# San Regis
San Regis är en ort i Mexiko.   Den ligger i kommunen Guadalupe y Calvo och delstaten Chihuahua, i den nordvästra delen av landet, 1 100 km nordväst om huvudstaden Mexico City. San Regis ligger 2 222 meter över havet och antalet invånare är 162.
Terrängen runt San Regis är huvudsakligen kuperad. San Regis ligger nere i en dal. Runt San Regis är det mycket glesbefolkat, med 6 invånare per kvadratkilometer. Närmaste större samhälle är Guadalupe y Calvo, 13,2 km nordväst om San Regis. I omgivningarna runt San Regis växer huvudsakligen savannskog.